# マクシミリアーノ・ロメロ
マクシミリアーノ・サムエル・ロメロ（Maximiliano Samuel Romero, 1999年1月9日 - ）は、アルゼンチン・ブエノスアイレス州モレノ出身のサッカー選手。AAアルヘンティノス・ジュニアーズ所属。ポジションはフォワード。

## 経歴
CAベレス・サルスフィエルドのユースチームでキャリアをスタートさせ、2016年2月13日、クラブ・オリンポ戦でデビューを果たし、初得点も記録した。
2017年12月21日、PSVアイントホーフェンと2023年までの契約を結ぶことが発表された。
2019年6月21日、CAベレス・サルスフィエルドにレンタル移籍。
2022年6月25日、ラシン・クラブにレンタル移籍。2024年1月1日に完全移籍となった。1月6日にAAアルヘンティノス・ジュニアーズにレンタル移籍。

## タイトル

### クラブ
PSVアイントホーフェン
- エールディヴィジ : 2017-18
- KNVBカップ : 2021-22
- ヨハン・クライフ・スハール : 2021